# Thomas Trevor (22e baron Dacre)
Thomas Crosbie William Trevor, 22e baron Dacre (5 décembre 1808 - 26 février 1890) est un homme politique et pair héréditaire britannique.

## Biographie

### Jeunesse
Il est né Thomas Brand. Il est le fils aîné du général Henry Trevor, 21e baron Dacre, et de Pyne Crosbie, fille de Maurice Crosbie, doyen de Limerick. Henry Brand, 1er vicomte Hampden, président de la Chambre des communes, est son frère cadet.
En 1824, il prend le nom de famille de « Trevor » au lieu de son patronyme « Brand ». Formé au Collège d'Eton puis à Christ Church, il est membre des clubs Boodle, White et Brooks.

### Carrière politique

#### Chambre des communes
Lord Dacre est élu au Parlement comme l'un des trois représentants du Hertfordshire en 1847, siège qu'il occupe jusqu'en 1852.

#### Chambre des lords
Il succède à son père Henry Trevor, 21e baron Dacre à la Chambre des lords. Il ne semble pas avoir pris part aux débats mais il aurait obscurément siégé.

### Vie adulte
Il est lord-lieutenant de l'Essex entre 1865 et 1869. Il meurt à The Hoo, Hertfordshire à l'âge de 81 ans, et est remplacé dans la baronnie par son jeune frère, Henry Brand, 1er vicomte Hampden. Lady Dacre est décédée en août 1896, à l'âge de 79 ans.

## Famille
Il épouse, le 12 janvier 1837, Susan Sophia Cavendish (1817-1896), fille de Charles Cavendish, 1er baron Chesham et de Lady Catherine Susan Gordon. Ils n'ont pas d'enfants.

## Distinctions

### Décorations
- Médaille du jubilé d'or de Victoria (21 juin 1887)